# قطار هوایی (فیلم ۱۹۹۹)
قطار هوایی (انگلیسی: Rollercoaster) فیلمی در ژانر درام است. از بازیگران آن می‌توان به برندن فلچر اشاره کرد.